# Гёринг, Франц
Франц Гёринг (нем. Franz Göring; род. 22 октября 1984, Зуль, Тюрингия) — немецкий лыжник, двукратный призёр чемпионатов мира.

## Спортивная карьера
Лучшими достижениями Франца Гёринга являются медали чемпионатов мира в эстафетных гонках 4×10 км: серебряная в 2009 и бронзовая в 2011 годах. Лучшим результатом в личных гонках является 6 место на дистанции 15 км свободным стилем на чемпионате 2007 в Саппоро.
На Олимпийских играх Гёринг принимал участие в одной гонке на 15 км классикой на Олимпиаде-2006 в Турине, где занял лишь 43-е место.
Лучшие результаты на этапах Кубка мира: 3 место в гонке на 15 км свободным стилем в сезоне 2006/2007 и 2 победы в составе эстафетной четверки.